# Keskküla (Lääne-Nigula)
Keskküla (Duits: Kesküll) is een plaats in de Estlandse gemeente Lääne-Nigula, provincie Läänemaa. De plaats heeft de status van dorp (Estisch: küla).
Tot in oktober 2017 viel Keskküla onder de gemeente Martna. In die maand werd Martna bij de fusiegemeente Lääne-Nigula gevoegd.

## Bevolking
Het dorp had 13 inwoners op 31 december 2011 en 14 inwoners op 31 december 2021.

## Ligging
Het dorp ligt tegen de grens tussen de provincies Läänemaa en Pärnumaa. De rivier Kasari komt zowel aan de westkant als aan de oostkant langs Keskküla. Aan de westkant vormt ze de grens met de dorpen Rannu en Kirbla in de gemeente Lääneranna. Aan de oostkant vormt ze de grens met Uluste en Jõeääre in Lääneranna. De Põhimaantee 10, de hoofdweg van Risti via Virtsu en Muhu naar Kuressaare, komt door Keskküla.

## Geschiedenis
In 1534 werden twee dorpen genoemd: Groodt Keszküll en Klein Keszküll. In 1798 heetten ze Groß en Klein Kesküll. Groß Kesküll lag op het landgoed Kesküll, maar het is niet bekend vanaf wanneer. Dit dorp ontwikkelde zich tot het huidige dorp Keskküla. Klein Kesküll lag op het landgoed Kassarien en ging op in het dorp Kasari, het zuidelijke buurdorp van Keskküla.
Het landgoed Kesküll behoorde vanaf het eind van de 18e eeuw toe aan de familie von Maydell. Tussen 1913 en de onteigening door het onafhankelijk geworden Estland in 1919 was Axel Baron von Fersen de eigenaar. Het landhuis was een eenvoudig houten bouwwerk van één woonlaag, dat vermoedelijk uit de 18e eeuw dateerde. Het bestaat nog, maar is vervallen tot een ruïne.
Keskküla kreeg pas in 1977 officieel de status van dorp.